# الحروب العثمانية الفارسية
الحروب العثمانية الفارسية هي سلسلة من الحروب بين الدولة العثمانية من جهة والدول التي ظهرت في إيران من جهة أخرى وهي الدولة الصفوية، الدولة الهوتاكية، الدولة الأفشارية، الدولة الزندية والدولة القاجارية في بلاد فارس من القرن 16 إلى 19. ثبَّت العثمانيون سيطرتهم على ما يعرف اليوم بتركيا بلاد الروم سابقا في القرن الخامس عشر، وبدأ تدريجيا الصراع مع الدولة الفارسية الناشئة، بقيادة إسماعيل الأول من السلالة الصفوية. كانت الدولتان متنافستين لدودتين، وكانتا مقسمتين أيضا على أسس دينية، كان العثمانيون يمثلون الإسلام السني وامتداداً للخلافة الإسلامية، أما الصفويين فاتخذوا التشيع الإثني عشري وسارت الدول اللاحقة على آثارهم. وأعقب ذلك سلسلة من الصراعات العسكرية لقرون حيث تنافست الإمبراطوريتان عسكريا للسيطرة على شرق الأناضول والقوقاز، وبلاد ما بين النهرين (العراق).
السلالات التي حكمت فارس خلال القرون الحديثة المُبكرة:
1. الدولة الصفوية (1501–1736)
2. الدولة الهوتاكية (1722–1729)
3. الدولة الأفشارية (1736–1796)
4. الدولة الزندية (1750–1794)
5. الدولة القاجارية (1785–1925)
6. الدولة البهلوية (1925-1979)

| اسم الحرب                                                                          | السلطان العثماني                      | الشاه الفارسي             | معاهدة ما بعد الحرب         | الدولة المنتصرة                                |
| ---------------------------------------------------------------------------------- | ------------------------------------- | ------------------------- | --------------------------- | ---------------------------------------------- |
| معركة جالديران (1514)                                                              | سليم الأول                            | إسماعيل الأول             | بدون                        | الدولة العثمانية                               |
| حرب 1532–1555                                                                      | سليمان الأول                          | طهماسب الأول              | معاهدة أماسيا (1555)        | الدولة العثمانية                               |
| حرب 1578–1590                                                                      | مراد الثالث                           | محمد خدا بنده، عباس الأول | معاهدة إسطنبول (1590)       | الدولة العثمانية                               |
| حرب 1603–1618، المرحلة الأولى غزوات الشاه عباس لجورجيا (1614–1617)                 | أحمد الأول                            | عباس الأول                | معاهدة نصوح باشا (1612)     | الدولة الصفوية                                 |
| حرب 1603–1618، المرحلة الثانية                                                     | أحمد الأول، مصطفى الأول، عثمان الثاني | عباس الأول                | معاهدة سراف (1618)          | الدولة الصفوية                                 |
| حرب 1623–1639                                                                      | مراد الرابع                           | عباس الأول، شاه صفي       | معاهدة قصر شيرين (1639)     | الدولة العثمانية                               |
| حرب 1722–1727                                                                      | أحمد الثالث                           | محمود هوتاكي، أشرف هوتاكي | معاهدة همدان (1727)         | الدولة العثمانية                               |
| حرب 1730–1736، المرحلة الاولى حملة بلاد فارس الغربية عام 1730 حملة طهماسب عام 1731 | أحمد الثالث، محمود الأول              | طهماسب الثاني             | معاهدة أحمد باشا (1732)     | الدولة الصفوية                                 |
| حرب 1730–1736، المرحلة الثانية                                                     | محمود الأول                           | عباس الثالث               | معاهدة إسطنبول (1736)       | الدولة الصفوية                                 |
| حرب 1743–1746                                                                      | محمود الأول                           | نادر شاه                  | معاهدة كردان (1746)         | غير حاسمة                                      |
| حرب 1775–1776                                                                      | عبد الحميد الأول                      | كريم خان زند              | بدون                        | الدولة الزندية. احتل الفرس البصرة لفترة وجيزة. |
| حرب 1821–1823                                                                      | محمود الثاني                          | فتح علي شاه               | معاهدة أرضروم الأولى (1823) | الدولة القاجارية                               |

من بين العديد من المعاهدات، عادة ما تعتبر معاهدة زهاب (معاهدة قصر شيرين) في سنة 1639 هي الأكثر أهمية، كما أنها مرجع للحدود الحالية بين تركيا وإيران والعراق وإيران. حتى في المعاهدات اللاحقة، كانت هناك إشارات متكررة إلى معاهدة زهاب.